# Метт Раян
Метт Раян  (англ. Matt Ryan; нар. 23 червня 1984) — австралійський веслувальник, олімпійський медаліст.

## Виступи на Олімпіадах
| Олімпіада  | Дисципліна                        | Місце |
| ---------- | --------------------------------- | ----- |
| Пекін 2008 | четвірка розстібна без стернового | 2     |